# Aquulavelia occulta
Aquulavelia occulta – rodzaj pluskwiaków różnoskrzydłych z rodziny plesicowatych i podrodziny Microveliinae.
Gatunek ten opisał w 1999 roku G. Thirumalai na podstawie 54 okazów odłowionych w 1994 roku. 
Pluskwiak znany wyłącznie z okazów bezskrzydłych. Samce mają ciało długości od 2,5 do 2,9 mm, a samice od 2,8 do 3,1 mm. Ubarwienie żółtawe z przyciemnionymi: bokami i wierzchem tułowia, całymi dwoma pierwszymi tergitami i bokami następnych, środkowymi brzegami laterotegitów i paskami na bokach sternitów. Na przodzie przedplecza znajduje się poprzeczna, żółta przepaska. Boki głowy, przedplecza, śródplecza, zaplecza i drugiego tergitu pokrywa położone, srebrne owłosienie. Kształt ciała jest wydłużony, jego boki prawie równoległe. Bardzo długie czułki mają pierwszy człon wyraźnie dłuższy od głowy. Ostatnia para odnóży o pierwszym członie dłuższym niż drugi. Wszystkie tergity ledwo co połyskujące, stosunkowo gęsto owłosione. Poprzeczne rządki długich szczecinek występują tylko na tergitach I-III i VII u samca.  Paramery smukłe, lekko zagięte w połowie długości.
Owad znany tylko z północnowschodnoindyjskiego stanu Arunachal Pradesh.